# Surrey (Schiff)

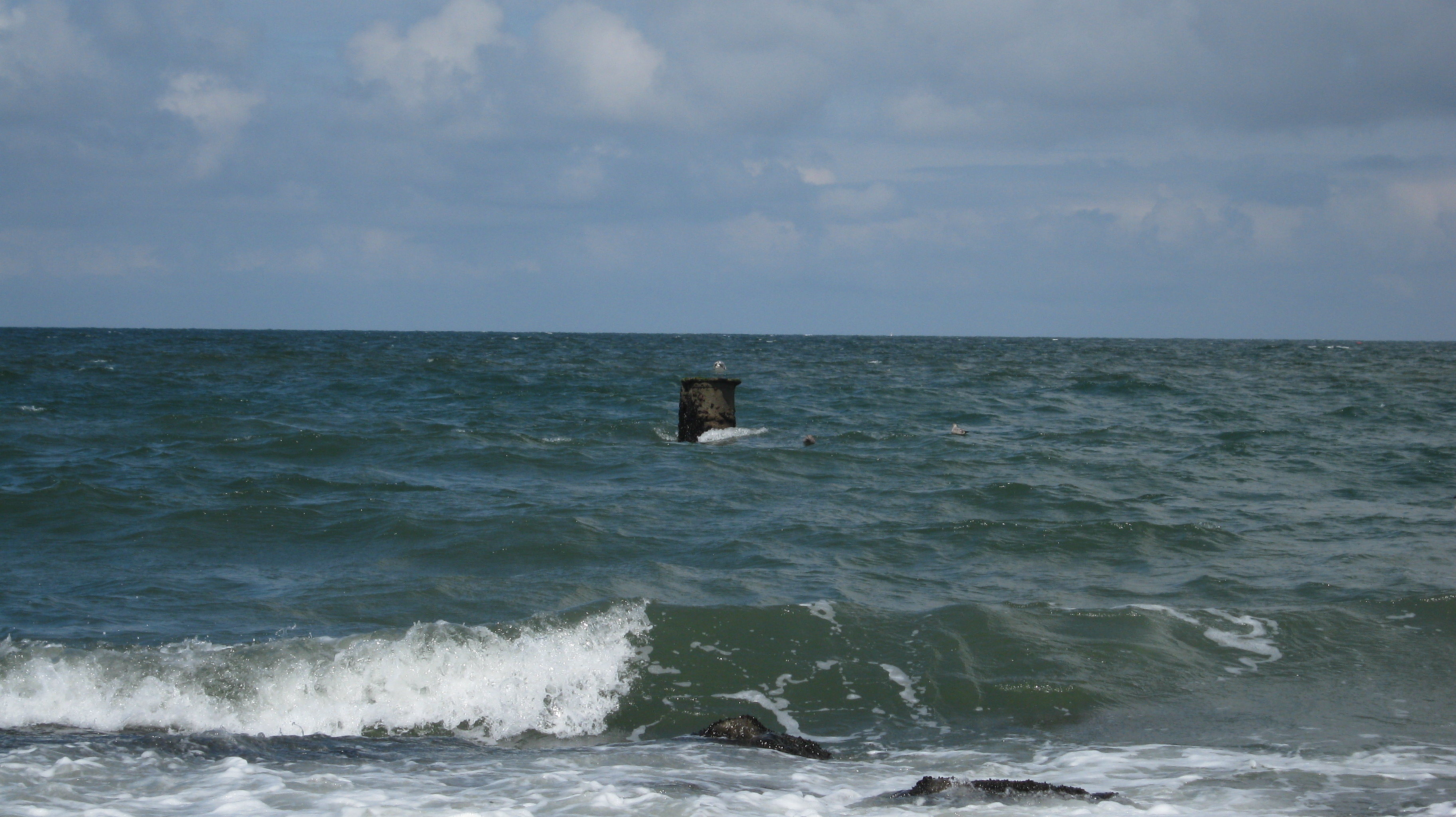
Das Wrack der Surrey im Jahr 2010

Die Surrey war ein Dampfschiff, welches am 20. Dezember 1884 am Strand von Vlieland, Niederlande strandete.

## Geschichte
Bei starkem Südwestwind und schlechter Sicht lief das Schiff aus Reval kommend aus ungeklärter Ursache nah der Buhne 14 auf Grund. Zielort war London. Geladen hatte das Schiff Hanf und Hafer sowie Gänse und geräucherte Ochsenzungen. Die 22 Mann starke Besatzung konnte gerettet werden, 17 Männer wurden mit dem Lotsenboot gerettet, fünf Männer retteten sich mit dem Rettungsboot selbst.
Der Großteil des Wracks wurde verkauft, Untersuchungen durch Taucher ergaben, dass der noch vorhandene, bei Niedrigwasser sichtbare Teil des Wracks, ein Teil der Maschine ist.